# Waśkiwci (obwód chmielnicki)
Waśkiwci (ukr. Васьківці) – wieś na Ukrainie, w obwodzie chmielnickim, w rejonie zasławskim, nad Horyniem. W 2001 roku liczyła 561 mieszkańców.